# Schaffhausen
Schaffhausen (tyskt uttal: [ʃafˈhaʊzn̩]
 ( lyssna), franska: Schaffhouse, italienska: Sciaffusa, rätoromanska: Schaffusa) är en stad och kommun i kantonen Schaffhausen i norra Schweiz. Kommunen har 38 666 invånare (2023). Schaffhausen är huvudort i kantonen med samma namn.
Den 1 januari 2009 inkorporerades kommunen Hemmental in i Schaffhausen.
Kommunen består av staden Schaffhausen samt orterna Herblingen och Hemmental.

## Geografi
Schaffhausen ligger på flodens Rhens högra flodbank, väster om Bodensjön. Den är belägen på en höjd av 403 meter över havet. Staden ligger cirka 36 kilometer norr om Zürich och cirka 25 kilometer nordväst om Frauenfeld.
Kommunen Schaffhausen har en yta om 41,85 km². Av denna areal används 8,15 km² (19,5 %) för jordbruksändamål och 22,41 km² (53,5 %) utgörs av skogsmark. Av resten utgörs 10,68 km² (25,5 %) av bostäder och infrastruktur, medan 0,68 km² (1,6 %) är impediment.

## Demografi
Kommunen Schaffhausen har 38 666 invånare (2023)  En majoritet (86,1 %) av invånarna är tyskspråkiga (2014). 24,5 % är katoliker, 33,2 % är reformert kristna och 42,3 % tillhör en annan trosinriktning eller saknar en religiös tillhörighet (2014).

## Bildgalleri

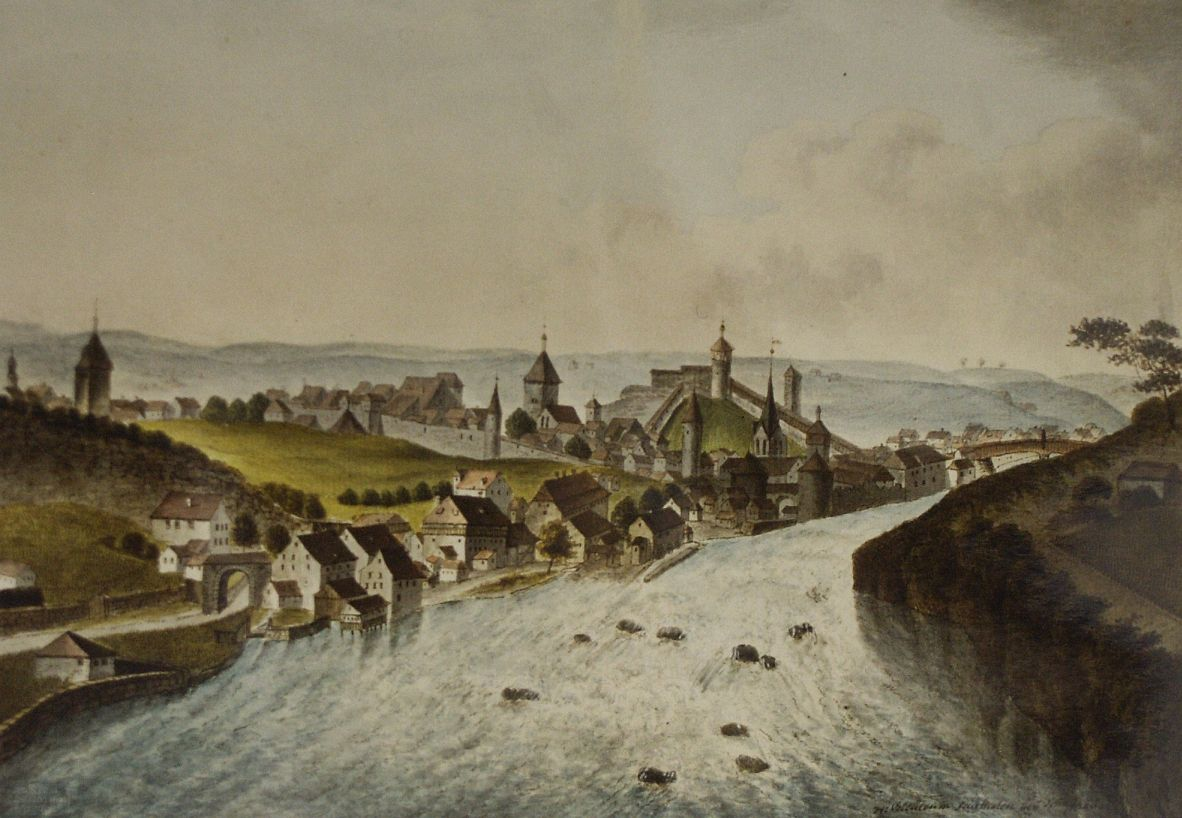
Schaffhausen, cirka år 1850.
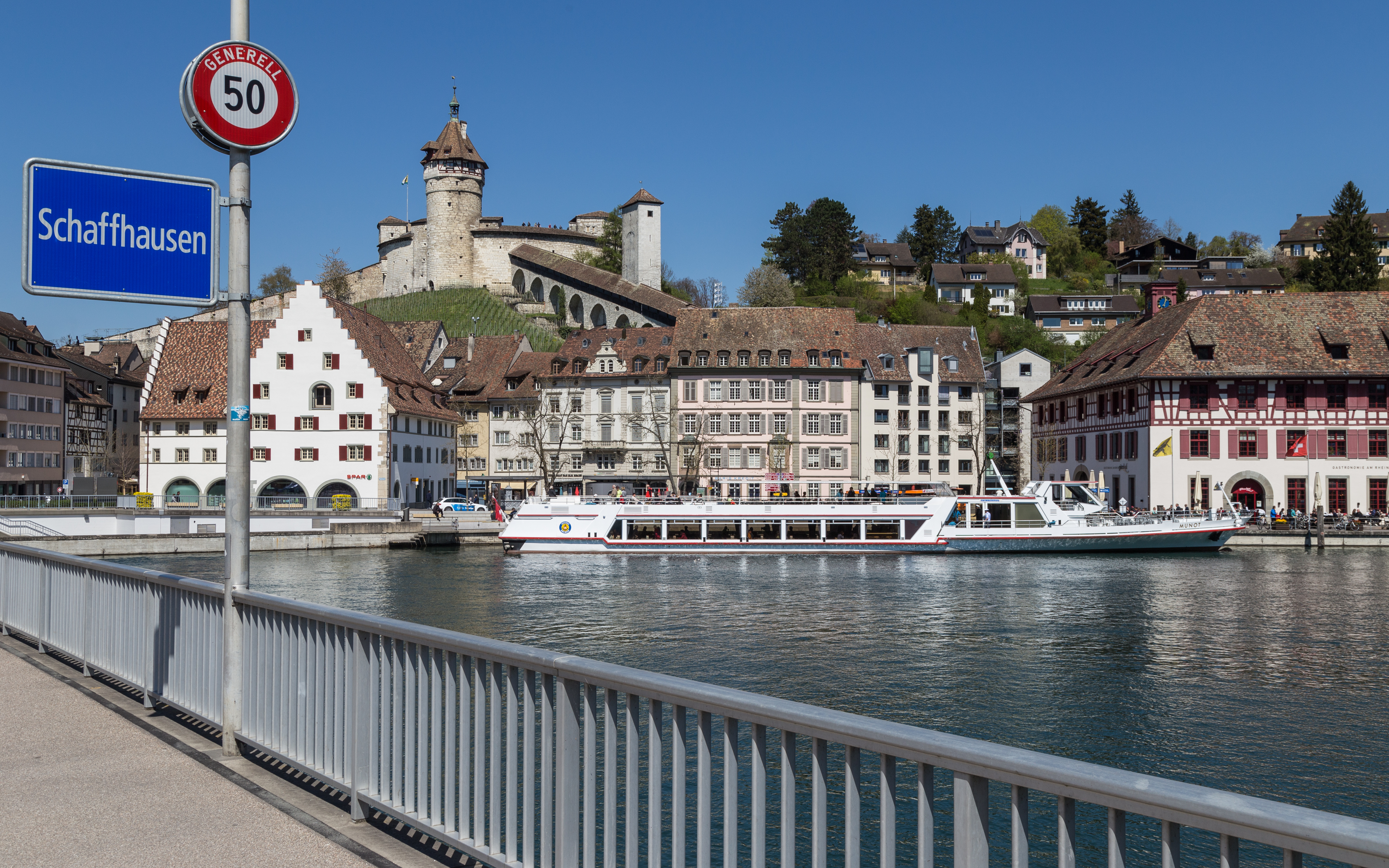
Schaffhausen, med fortet Munot i bakgrunden.
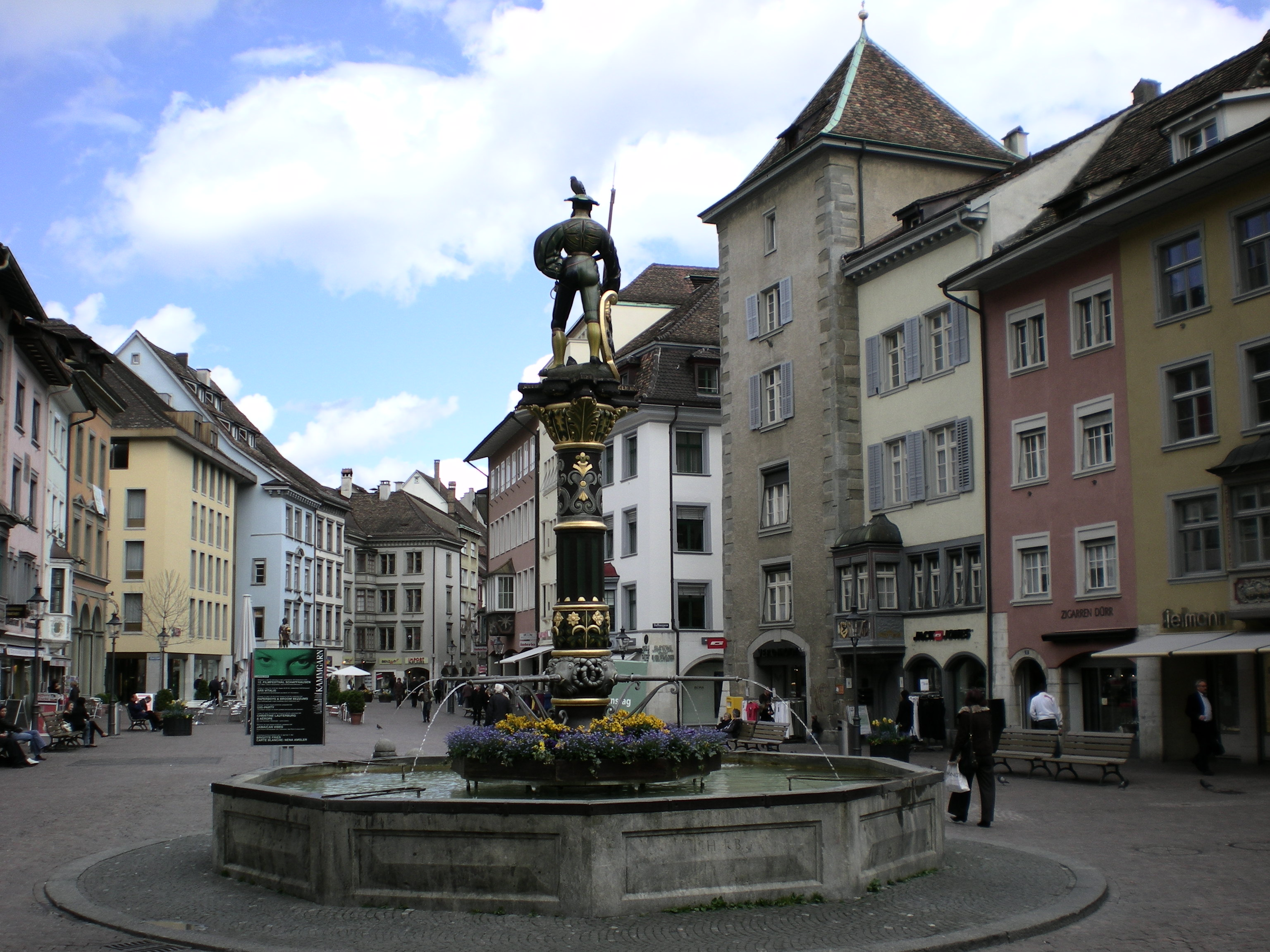
Fronwagplatz i Schaffhausen.
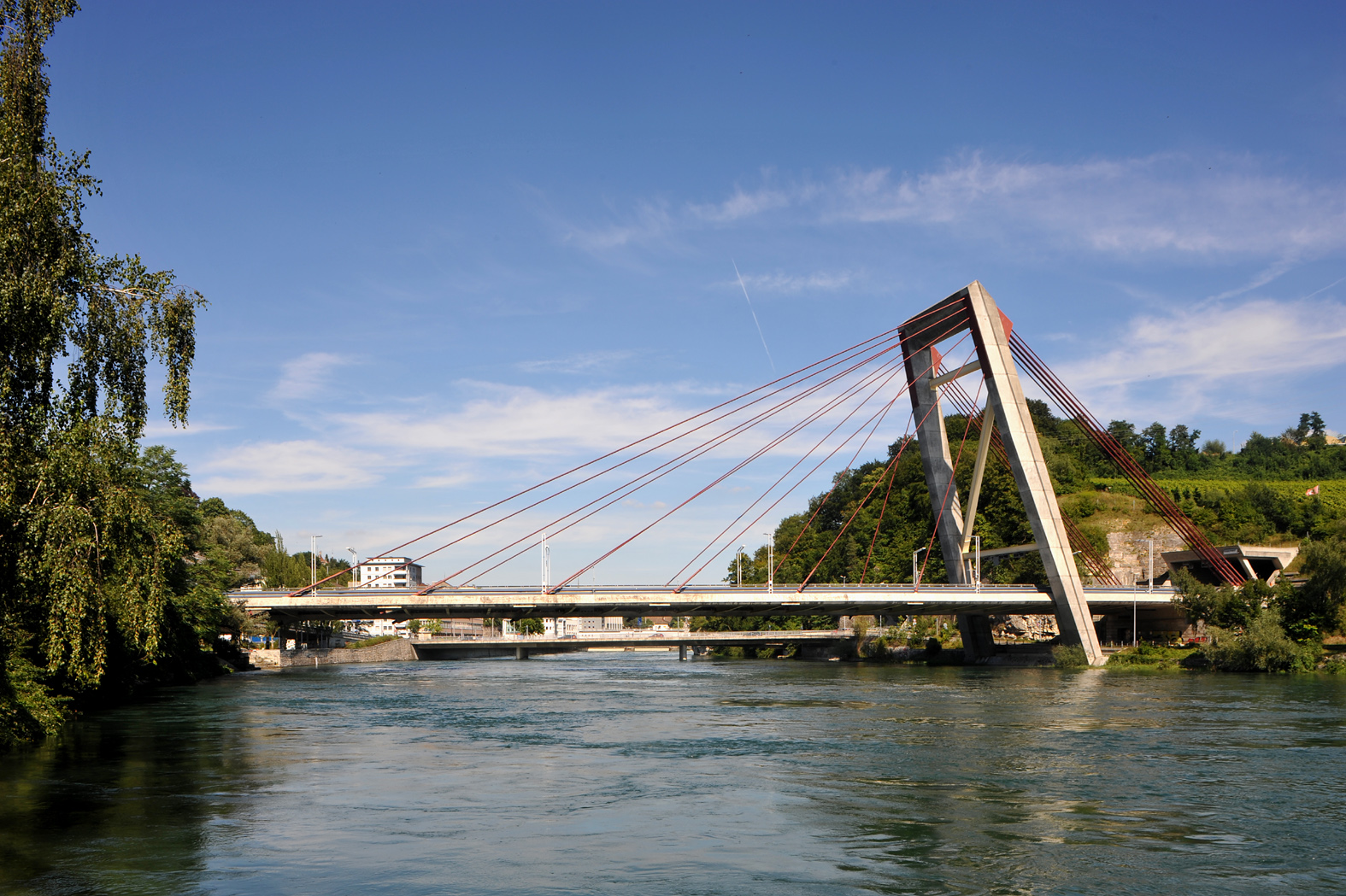
Bro över floden Rhen.